# Aldo Di Gennaro
Aldo Di Gennaro (Milano, 20 aprile 1938) è un fumettista e illustratore italiano.

## Biografia
Quando ha ancora quattordici anni inizia a lavorare in uno studio per il quale realizza cartelloni per l'allestimento di sale cinematografiche maturando così un proprio stile fino frequentando anche i corsi serali dell'Accademia di belle arti di Brera; nel 1956 inizia a collaborare con lo studio di Rinaldo Dami dove lavora in particolare con Sergio Tuis e Renzo Calegari realizzando serie a fumetti commissionate dalla Fleetway.
Nel 1961 inizia a collaborare anche con il Corriere dei piccoli per il quale realizza inizialmente illustrazioni per la riduzione del romanzo Viaggio al centro della Terra di Jules Verne e, nel 1962, una prima storia a fumetti, “Il treno del sole”, scritta da Renée Reggiani, seguite da molte altre come Il piccolo cow-boy, Piccole donne, Fortebraccio e molte storie autoconclusive. Negli anni settanta, realizza, su testi di Mino Milani, la serie Il Maestro che verrà pubblicata dal 1974 al 1976. Dopo qualche altra serie a fumetti pubblicate su per CorrierBoy, decide di interrompere la sua attività di fumettista per dedicarsi a tempo pieno all'illustrazione collaborando con La Domenica del Corriere e altre riviste oltre a dedicarsi alla realizzazione di copertine per collane di narrativa della Rizzoli e del Club degli Editor.
Negli anni novanta inizia una lunga collaborazione con la Sergio Bonelli Editore per la quale realizza nel 1997 una serie di illustrazioni per la Collana Almanacchi dedicata ai vari personaggi della casa editrice come Tex, Zagor e Martin Mystére; nel 2008 illustra la nuova edizione del romanzo “Il massacro di Goldena”, scritto da Gianluigi Bonelli nel 1956 e, dal 2012, realizza le copertina della collana a fumetti Le storie; realizza nel 2011 una breve storia a fumetti con il personaggio di Dylan Dog, “Luci della ribalta”.
È sposato e ha un figlio.

## Riconoscimenti
- Premio Montereggio per la Copertina dell'anno (1985)[7]
- Premio "Caran D'Ache" come Migliore illustratore (1996)[7]
- Targa a un Maestro del Fumetto e dell'Illustrazione (2001)[7]
- Premio Fumo di China (2002)[7]
- premio ANAFI[10] nel 2002[11]
- mostra personale prima al Napoli Comicon (2011)
- mostra personale nel Museo del fumetto e dell'immagine di Lucca (2011)
- Mostra personale a Castellazzo Bormida (2016).[3]
- Aldo Di Gennaro - L'avventura e la luce: mostra presso il museo WOW Spazio Fumetto (2018).[4]
- Aldo Di Gennaro - L'avventura e la luce (2018): volume biografico pubblicato da ComicOut e scritto da Laura Scarpa.[4]